# Marcus Hannesbo
Marcus Hannesbo, né le 11 mai 2002 à Aalborg au Danemark, est un footballeur danois qui évolue au poste d'arrière gauche ou d'ailier gauche à Vendsyssel FF.

## Biographie

### En club
Né à Aalborg au Danemark, Marcus Hannesbo est formé par l'un des clubs de sa ville natale, l'Aalborg BK. Le 4 mars 2020, il fait ses débuts en professionnel, lors d'une rencontre de coupe du Danemark contre le FC Copenhague. Il entre en jeu à la place de Kasper Kusk et son équipe s'impose par deux buts à zéro.
Il fait sa première apparition en Superligaen un an plus tard, le 3 février 2021, et c'est également contre le FC Copenhague. Titularisé au poste d'ailier gauche ce jour-là, il marque également son premier but en professionnel, mais son équipe s'incline par trois buts à deux,.
Le 31 janvier 2022, lors du mercato hivernal, Hannesbo est prêté jusqu'à la fin de la saison au FC Fredericia.
Le 7 juillet 2022, Marcus Hannesbo est prêté pour une saison à l'AC Horsens, tout juste promu en première division.
Le 16 juillet 2023, Marcus Hannesbo quitte définitivement l'Aalborg BK afin de s'engager en faveur du Vendsyssel FF. Il signe un contrat de trois ans, soit jusqu'en juin 2026.

### En sélection nationale
Il compte deux sélections avec les moins de 20 ans, toutes obtenues en 2021.